# Tom Hagen
Thomas "Tom" Feargal Hagen este un personaj fictiv în cărțile și filmele Godfather . În filme a fost interpretat de Robert Duvall . Este fiul adoptat al lui Don Vito Corleone și este avocatul familiei îndeplinind totodată și funcția de consigliere . A fost prieten foarte apropiat cu Santino "Sonny" Corleone în copilărie iar pentru acest lucru ceilalți copii ai familiei l-au tratat ca pe un frate . 
Unii fani au considerat că Hagen este bazat pe adevărații mafioți Frank DeSimone și Murray Humphreys . Ambii au fost figuri importante ale Mafiei; cu toate acestea DeSimone a fost puternic implicat în activități ilegale și violente pe când Hagen era în mare parte "curat" , semănând mai degrabă cu Humphreys . DeSimone s-a născut într-o familie mafiotă iar Humphreys a fost "adoptat" de către Al Capone pentru "limba sa ascuțtă" și abilitatea de a manipula . De asemenea Humphreys avea rădăcini Galeze și nu Italiene . Ca și Hagen , DeSimone era și el avocat .